# Pier Capponi

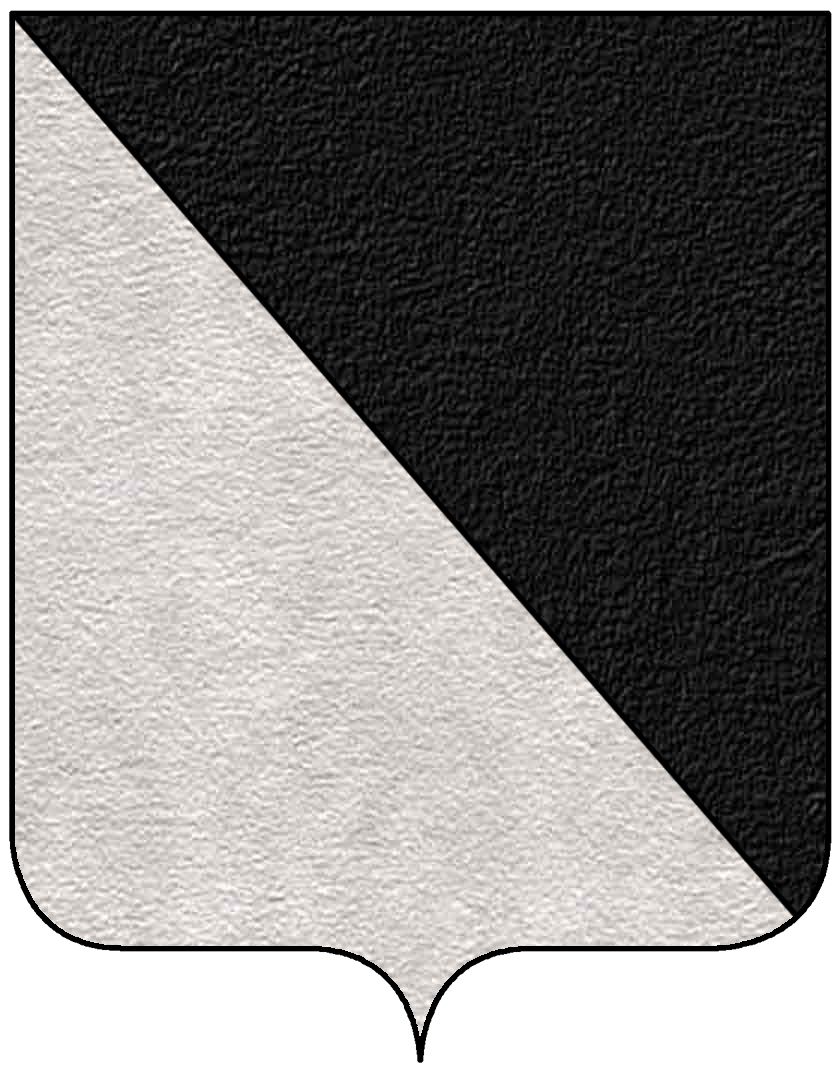
Stemma dei Capponi

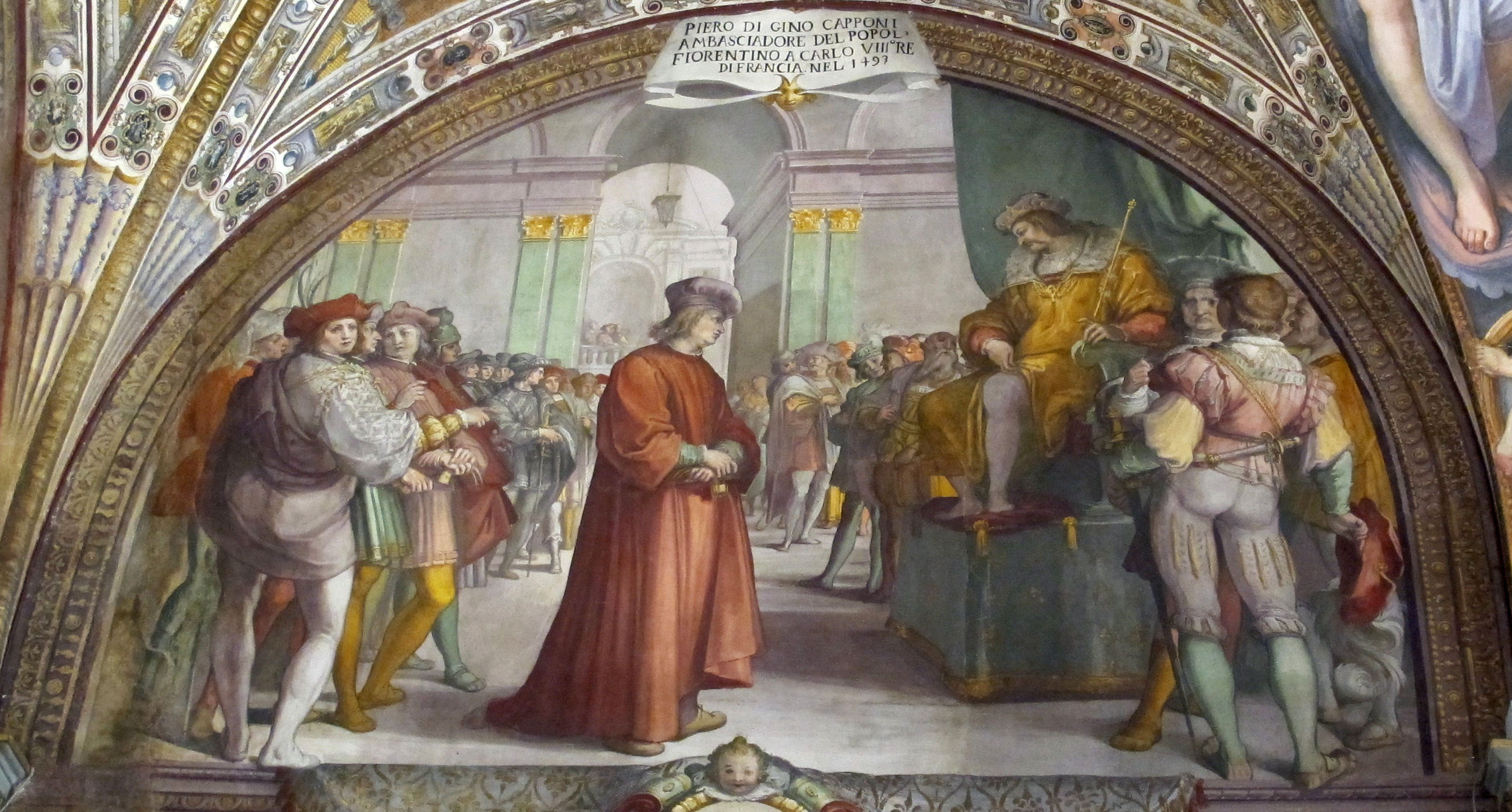
Bernardino Poccetti, Pier Capponi davanti a Carlo VIII, palazzo Capponi-Vettori, Firenze

Piero Capponi (Firenze, 18 agosto 1446 – Soiana, 21 settembre 1496) è stato un condottiero e politico italiano.

## Biografia
Figlio di Gino (1423-1487) di Neri (1388-1457) e di Maddalena Mannelli (?-1492), era inizialmente destinato ad una carriera d'affari, ma Lorenzo de' Medici, che apprezzava le sue abilità, lo inviò come ambasciatore presso varie corti, compito che assolse egregiamente. Alla morte di Lorenzo (1492), cui successe il meno capace figlio Piero, Capponi divenne uno dei capi della fronda contraria ai Medici che due anni dopo riuscì a cacciare Piero de' Medici da Firenze. Capponi fu nominato capo della repubblica e si dimostrò un accorto statista, in particolare nei negoziati con Carlo VIII di Francia, che aveva invaso l'Italia nel 1494, e presso il quale si era rifugiato anche Piero.
Proprio riguardo all'arrivo di Carlo VIII e del suo esercito a Firenze è legato l'aneddoto più famoso riguardo a Piero Capponi. I fiorentini erano disposti a ricompensare Carlo con una grande somma di denaro per il suo sostegno, ma non vi era accordo sull'entità. Di conseguenza Carlo presentò un ultimatum alla Signoria e, ricevutone un rifiuto, minacciò dicendo: "Allora noi suoneremo le nostre trombe". A questa minaccia rispose deciso Capponi: "E noi faremo suonare le nostre campane", manifestando l'intenzione della città di resistere.
Allora Carlo, che non poteva accettare la prospettiva di una lotta ad oltranza, fu costretto a moderare le sue richieste e concluse un trattato più equo con la repubblica. Quando le truppe francesi lasciarono la Toscana, Pier Capponi guidò l'esercito di Firenze a domare i focolai di rivolta alimentati dai pisani. Fu ucciso il 25 settembre 1496 durante l'assedio al castello di Soiana.
Una statua di Pier Capponi venne posta nell'Ottocento in una nicchia esterna della Galleria degli Uffizi accanto ad altri condottieri fiorentini (Francesco Ferrucci, Giovanni delle Bande Nere e Farinata degli Uberti), ai tempi dell'ultimo discendente di Pier Capponi, lo scrittore e statista Gino Capponi.

## Discendenza
Sposò il 5 luglio 1466 Nicolosa di Luigi Guicciardini (?-23 aprile 1530), zia dello storico Francesco Guicciardini, dalla quale ebbe otto figli:
- Niccolò (1472-1529), condottiero e uomo politico
- Gino (1479-?)
- Giuliano (1476-1565), politico
- Luigi
- Caterina, sposò Alessandro Acciaioli e quindi Antonio Gianfigliazzi
- Alessandra, sposò Filippo Gondi
- Camilla (?-1534), sposò Lorenzo Segni
- Maddalena (1475-?), sposò Francesco Vettori